# Belonuchus abnormalis
Belonuchus abnormalis (лат.) — вид жуков-стафилинид рода Belonuchus из подсемейства Staphylininae. Мексика.

## Описание
Коротконадкрылые хищные жуки. Общая длина тела у самцов 10,0-10,2 мм, у самок 9,9-10,7 мм. Тело чёрное, за исключением двух последних видимых сегментов брюшка и генитального сегмента, которые красноватые. Пятый видимый сегмент брюшка почти чёрный или очень тёмный с переднего края и постепенно светлеет, уже в передней трети и даже заднем крае красноватый; шестой видимый членик полностью красноватый, генитальный членик желтоватый, грифельки брюшка красноватые в основании и чёрные на остальной части. Первый членик усиков такой же длины, как 2-й и 3-й членики вместе взятые, 3-й членик немного длиннее 2-го, 4-5 удлинённые, 6-10-й поперечные. Мандибулы короче головы (соотношение у самцов 0,82, диапазон 0,80-0,84, у самок 0,76, диапазон 0,72-0,78); правая жвала со средним острым зубцом среднего размера и очень маленьким зубцом (трудно увидеть) в вентральном положении ниже предыдущего зубца; левая мандибула с двумя очень близко расположенными средними зубцами, более длинный в вентральном положении и меньший в дорсальном положении; на обеих мандибулах слабо различим базальный зубец; челюстной канал хорошо развит, узкий, наружный край не килеват, а внутренний край слабо килеват от основания почти до уровня самого верхушечного среднего зубца, где он переходит в вдавленную линию, проходящую несколько выше.

## Таксономия
Вид был впервые описан в 1885 году британским энтомологом Дэвидом Шарпом (1840—1922) под названием Philonthus abnormalis Sharp, 1885, а его валидный статус подтверждён в ходе ревизии, проведённой в 2022 году мексиканскими энтомологами Хуаном Маркесом (Juan Márquez) и Джульетой Асиайн (Julieta Asiain; Laboratorio de Sistemática Animal, Centro de Investigaciones Biológicas, Universidad Autónoma del Estado de Hidalgo, Hidalgo, Идальго, Мексика), по типовым материалам из Мексики. Сходен с Belonuchus pectinipes и Belonuchus viridipennis.